# 華貴邨巴士總站
華貴邨巴士總站（英語：Wah Kwai Estate Bus Terminus）是香港一個坑狀露天車站，位於華貴邨華孝樓與華禮樓之間，是華貴邨唯一車站。由於華貴邨位於填海土地上，僅有一條田灣海傍道出入，所以一般途經薄扶林道的巴士路線不會特地繞經本站，大部分巴士路線都以華貴邨或田灣邨為總站。
這個先天問題困擾巴士公司良久，香港仔隧道路線的問題比較簡單，因為必經香港仔，但是華貴邨經薄扶林道前往中環的直接路線途經的客源不足，繞道又過份延長行車時間，居民寧願乘搭升降機前往華富邨乘車。直至2015年5月中旬，城巴70號線由香港仔搬遷至華貴邨為總站，才有更方便及穩定的巴士服務來往中環；同時，於與70P線推行聯合班次，分別由華貴邨及石排灣來往中環。

## 總站路線資料（巴士）

### 城巴40P線(特別班次)
- 深灣 → 羅便臣道

2003年9月1日增設一班華貴開出班次，逢上課日分別由華貴、深灣及華富（北）單向前往羅便臣道，方便居住於華富、華貴、深灣和香港仔一帶的學生上學。

### 城巴70線
- 華貴 ↔ 中環（交易廣場）

1975年1月1日，為配合中巴南區路線重組而投入服務，現時由城巴營運，途經香港仔隧道、灣仔北及金鐘，是香港仔居民來往中環上班下班的主要路線。本線於2015年5月17日延長至本站。

### 城巴72線
- 華貴 ↔ 銅鑼灣（摩頓台）

1975年8月4日投入服務，現由城巴營運，途經田灣、香港仔、黃竹坑。

### 城巴77X線
- 華貴 → 西灣河（太康街）

2013年8月5日投入服務，現時由城巴營運，途經田灣、香港仔、香港仔隧道、東區走廊、鰂魚涌及太古，只於星期一至五早上繁忙時間服務。

### 過海隧道巴士107線
- 華貴 ↔ 九龍灣

1986年6月23日投入服務，是第一條由南區與九龍市區的過海隧道巴士路線，現由九巴及城巴聯營，途經香港仔、黃竹坑、紅磡海底隧道、土瓜灣、馬頭圍、新蒲崗、麗晶花園、啟業。

### 城巴N72線
- 華貴 ↔ 鰂魚涌（海澤街）

1994年8月25日投入服務，途經田灣、香港仔、黃竹坑、銅鑼灣、天后、炮台山、北角。

## 總站路線資料（專線小巴）

### 香港島專線小巴51A線
- 華貴邨 ↺ 田灣邨

### 香港島專線小巴51S線
- 華貴邨 ↔ 香港仔（湖南街）

## 途經路線資料

### 城巴4號線（特別班次）
- 田灣 → 中環 → 華富（南）

2015年5月17日起，為配合港鐵西港島綫通車而作出的巴士路線重組計劃，本線逢星期一至六（公眾假期除外）上午繁忙時間新增三班由田灣開出的特別班次。

### 城巴43M線
- 田灣 ↺ 石塘咀

於2014年12月28日配合港鐵西港島綫通車而投入服務，途經華富邨、碧瑤灣、大口環、摩星嶺及堅尼地城，本線來回程均繞經此站。

### 城巴78線
- 黃竹坑 ↺ 華貴邨

1974年8月26日投入服務，以循環線形式運作，來往黃竹坑及華貴邨之間。

### 城巴93C線（特別班次）
- 田灣 → 堅道

於2000年4月2日投入服務，途經薄扶林道及半山區，只於星期一至五上課日上午提供服務。

## 過往路線
- 新巴43X線
- 新巴46X線
- 城巴70M線